# Gary Allan
Gary Allan Herzberg (La Mirada, 5 de Dezembro de 1967), conhecido simplesmente como Gary Allan, é um cantor e compositor norte-americano de música country. Em 1996, assinou contrato discográfico com a Decca Records, iniciando a sua carreira musical com o primeiro single "Her Man". Em 2013, o seu sétimo álbum de estúdio, Set You Free, conseguiu atingir pela primeira vez a liderança dos mais vendidos da Billboard 200 dos Estados Unidos com 106 mil cópias vendidas.